# تلقيح السحب

تلقيح السحب يمكن القيام به عن طريق مولدات أرضية، طائرات، صواريخ (غير موجودة في الصورة)

تلقيح السحب أو بذر سحابة هو نوع من تعديل الطقس المتعمد، أو هو محاولة لتغيير كمية أو نوع هطول الأمطار من الغيوم من خلال تشتيت مواد في الهواء التي تعمل مكثفة للغيوم أو نواة جليدية، والذي يغير العمليات الفيزيائية الدقيقة للغيمة. النية الاعتيادية من هذه العملية هي زيادة هطول الأمطار أو الثلوج، لكن إخماد البرد والضباب يمارس بصورة كبيرة في المطارات.
الكيميائيات الشائعة الاستخدام في تلقيح السحب هي يوديد الفضة والثلج الجاف (ثنائي أكسيد الكربون). البروبان السائل الذي يتوسع لغاز استخدم أيضا لهذا الغرض.
ويحدث تلقيح السحبأيضاً بشكل طبيعي نتيجةً لتنوي الجليد في الطبيعة ( تكون نواة الجليد)، ومعظم أنوية الجليد هذه تكون بكتيرية الأصل.

## الأسلوب
يتطلب تلقيح السحب أن تحتوي الغيوم على سائل فائق البرودة، بمعنى أن يكون الماء أبرد من درجة الصفر السيليزية. استخدام مواد مثل يوديد الفضة والذي يحتوي على هيكل بلوري مشابه للهيكل البلوري للثلج سوف يقوم بالتجميد النووي (على مستوى النواة).
الثلج الجاف أو اتساع البروبان يبرد الهواء إلى درجة أن بلورات الثلج تتجمد على المستوى الذري بصورة تلقائية بعد أن كانت في حالة البخار. على العكس من استخدام يوديد الفضة فإن هذه العملية التلقائية لا تتطلب وجود أي قطرات أو جزيئات لأنها تؤدي إلى إنتاج بخار بصورة عالية جدا بالقرب من المواد المستخدمة في هذه العملية، غير أن القطرات الموجودة تكون متطلبة لزيادة حجم بلورات الثلج بصورة كافية لتتساقط من الغيمة.
في الغيوم متوسطة الارتفاع، الإستراتيجية الاعتيادية تكون مبنية على اتزان ضغط البخار. إن تشكيلة جزيئات الثلج في الغيوم فائقة التربيد تسمح لهذه الجزيئات لتكبر على حساب القطرات السائلة (المطر). إن لم يحصل هنالك توسع كاف لجزيئات الثلج سوف تصبح ثقيلة بصورة كافية لتسقط كأمطار وإلا لن يسقط أي شئ، هذه العملية تسمى (بالإنجليزية: static seeding)‏ أي تلقيح السحب بصورة ساكنة.
أما تلقيح السحب في المواسم الحارة أو الغيوم الاستوائية فهو يسعى لاستغلال الحرارة الكامنة المطلقة من عملية التجميد. هذه الإستراتيجية تسمى (بالإنجليزية: dynamic seeding)‏ أو تلقيح السحب الحركي هذه الزيادة في الحرارة الكامنة تقوي التيارات الهوائية، تضمن مزيد من التقارب في المستويات المنخفضة، وتسبب زيادة سريعة في الغيوم المختارة.
الكيميائيات المستخدمة في عملية تلقيح السحب ممكن أن تنشر من خلال طائرات أو من خلال أجهزة مثبتة في الأرض كما موضح في الصورة أو أسطوانات تطلق من خلال مضادات الطارات أو الصواريخ. بالنسبة لعملية النشر من خلال الطائرات يتم رمي المشاعل خلال التحليق فوق السحاب وتكون العملية كرمي ذباب من الطائرة. أما الأجهزة الأرضية فإن المواد تحمل من خلال الهواء صعودا بواسطة تيارات الهواء.
هنالك آلية إلكترونية تم اختبارها في سنة 2010 حيث وجهت نبضات من ليزر ذو اشعة تحت الحمراء للهواء فوق برلين لباحثين من جامعة جنيفا.التجربة افترضت أن هذه النبضات سوف تحفز ثنائي أكسيد الكبريت وثنائي أكسيد النتروجين في الغلاف الجوي ليكون جزيئات محفزة لعملية تلقيح السحب.

## انظر أيضًا

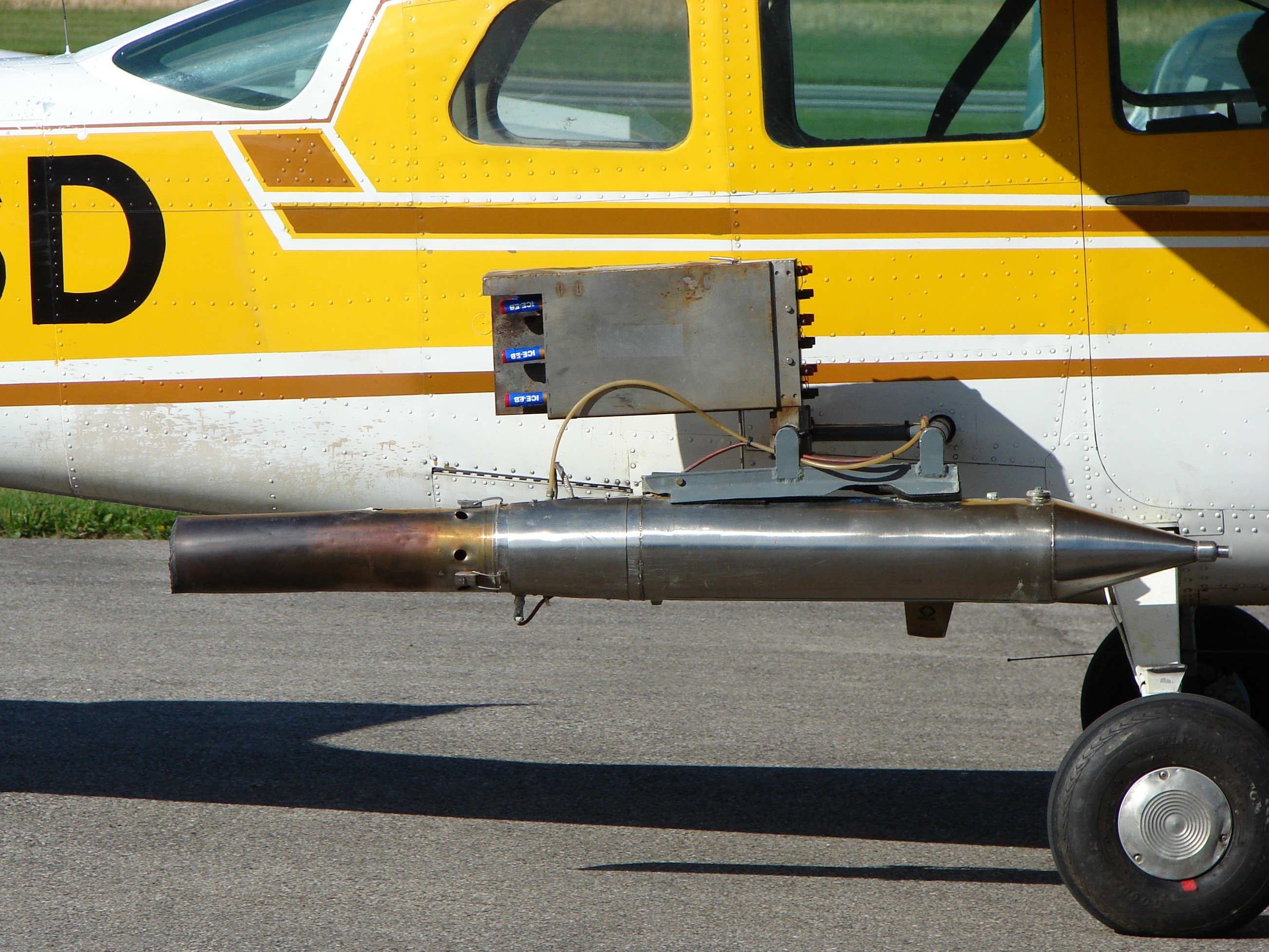
طائرة مجهزة لتلقيح السحب